# Organisation révolutionnaire du 17-Novembre
Pour les articles homonymes, voir 17N et N17.
L'Organisation révolutionnaire du 17-Novembre, ou 17N, (grec moderne : Επαναστατική Οργάνωση 17 Νοέμβρη, Epanastatikí Orgánosi dekaefta Noémvri) était une organisation clandestine révolutionnaire d'extrême gauche grecque d'obédience marxiste.

## Histoire
Créée en 1975, cette organisation est probablement issue de l’Epanastatikos Laïkos Agonas (petit mouvement marxiste créé en 1971, dirigé contre la junte militaire alors en place, et qui se définit comme révolutionnaire, anti-capitaliste et anti-impérialiste). Le nom de 17-Novembre vient de la répression meurtrière le 17 novembre 1973 d'un mouvement étudiant contre la junte militaire. Aucun membre de l'organisation n'a jamais été arrêté jusqu'en 2002, date de son démantèlement.
La junte militaire, ou régime des colonels, fut largement perçue par l'opinion publique grecque comme soutenue par les États-Unis dans leur lutte anti-communiste. L'organisation du 17-Novembre, en plus de lutter contre la junte, est ainsi fortement anti-américaine.
Elle cible des officiers américains, des collaborateurs de la junte, des responsables politiques, et des hommes d’affaires.
L'organisation est placée sur la liste officielle des organisations terroristes des États-Unis et du Royaume-Uni, du Canada et l'était jusqu'en 2009 sur celle de l'Union européenne mais n'apparaît plus en 2010.

## Victimes de l'organisation
Liste partielle de victimes :
- Richard Welch, chef de poste de la CIA à Athènes (23 décembre 1975)
- Evangelos Mallios, ancien policier qui tortura des prisonniers sous la dictature des colonels (14 décembre 1976)
- Pantelis Petrou, commandant de la police anti-émeute (M.A.T) (16 janvier 1980)
- Sotiris Stamoulis, chauffeur de Pantelis Petrou mentionné ci-dessus (16 janvier 1980)
- George Tsantes, capitaine de l'US Navy (15 novembre 1983)
- Nikos Veloutsos, chauffeur de George Tsantes mentionné ci-dessus (15 novembre 1983)
- Robert Judd, sergent-chef américain (3 avril 1984)
- Nikos Momferatos, éditeur du journal Apogevmatini (21 février 1985)
- Georgios Roussetis, chauffeur de Nikos Momferatos (21 février 1985)
- Dimitrios Aggelopoulos, Directeur général de Halyvourgiki S.A. (8 avril 1986)
- Alexander Athanasiadis-Bodosakis, industriel (1er mars 1988)
- William Nordeen, capitaine de l'US Navy (23 juin 1988)
- Constantinos Androulidakis, avocat
- Pavlos Bakoyannis, député et chef du groupe parlementaire du parti Nouvelle Démocratie (26 septembre 1989)
- Ronald O. Stewart, sergent de l'US Air Force (13 mars 1991)
- Çetin Görgü, attaché de presse turc (7 octobre 1991)
- Athanasios Axarlian, étudiant tué accidentellement dans un attentat visant Ioánnis Paleokrassás (14 juillet 1992)
- Michael Vranopoulos, ancien gouverneur de la Banque de Grèce (24 janvier 1994)
- Ömer Haluk Sipahioğlu, consul à l'ambassade de Turquie à Athènes (4 juillet 1994)
- Constantinos Peratikos, armateur, propriétaire des chantiers navals de Scaramangas (28 mai 1997)
- Stephen Saunders, attaché militaire britannique (8 juin 2000)

## Démantèlement
L'organisation 17-Novembre parvient à échapper aux autorités jusqu'en 2002. Le 29 juin 2002, un attentat raté entraîne l'arrestation de son auteur blessé par l'explosion prématurée de sa bombe, Sawas Xiros, bientôt suivie de celles des autres membres, dont le leader de l'organisation, Alexandros Giotopoulos et son chef des opérations, Dimitris Koufodinas. Le 8 décembre 2003, quinze membres de l'organisation sont condamnés à des peines de prison, généralement à vie. Quatre autres suspects ont été acquittés.
Le 6 janvier 2014, Christodoulos Xiros, membre de l'organisation depuis 1983 et « condamné six fois à la réclusion criminelle à perpétuité assortie d'une peine de sureté de vingt-cinq ans, ne s'est pas présenté au poste de police de Chalcidique », est dès lors considéré en fuite. Son avocat voit, lui, sa « disparition » comme un « devoir », eu égard à ses opinions politiques.
Christodoulos a de nouveau été arrêté le 3 janvier 2015 par la police grecque et soupçonné de vouloir monter une opération contre une prison pour libérer des prisonniers politiques.
En janvier 2021, Dimitris Koufodinas entame une grève de la faim pour demander son transfert vers la prison de Korydallos. À la suite du vote de la loi 4760/2020 par le parti conservateur Nouvelle démocratie, qui durcit les conditions de détention pour les prisonniers condamnés pour terrorisme, il avait été incarcéré à la prison de haute sécurité de Domokos. Ses soutiens, qui organisent plusieurs manifestations, présentent la loi comme une mesure de rétorsion visant spécifiquement Koufodinas : Pavlos Bakoyannis, beau-frère du Premier ministre Kyriakos Mitsotakis, avait été assassiné en 1989 par l'organisation 17-novembre. Ils accusent également plusieurs médias grecs de couvrir de manière biaisée l'événement et Facebook de supprimer les messages de soutien apportés à Koufodinas. Ce dernier, très affaibli, met un terme à sa grève de la faim après 66 jours, sans avoir obtenu gain de cause,,. En décembre 2021, sa peine de prison jusqu'en 2027 est confirmée.